# Elisabeth Dermot Walsh
Elisabeth Dermot Walsh (Londen, 15 september 1974) is een Britse actrice.

## Levensloop en carrière
Walsh werd geboren in 1974 in Engeland als dochter van acteur Dermot Walsh. In 1998 begon ze haar filmcarrière in de televisiefilm Falling for a Dancer. Ze speelde gastrollen in Midsomer Murders, My Hero, The Commander en in de film From Time to Time.
Walsh is gehuwd en heeft een zoontje Bertie (23 mei 2012)
- Biblioteca Nacional de España: XX4614022
- Bibliothèque nationale de France: cb167366796 (data)
- International Standard Name Identifier: 0000 0001 1776 489X
- Library of Congress Control Number: nr2005024144
- Système universitaire de documentation: 132349132
- Virtual International Authority File: 95086374
- WorldCat: E39PBJhd6X3dCtTPbBFXYv78md